# Cumberland Lodge
Le Cumberland Lodge est une maison de campagne classée Grade II du XVIIe siècle située dans le grand parc de Windsor à 5,6 km au sud du Château de Windsor. Il est occupé par une fondation caritative qui organise des conférences résidentielles, des conférences et des discussions. Les jardins de Cumberland Lodge sont classés Grade I dans le registre des parcs et jardins historiques.

## Histoire du bâtiment
La maison est construite par John Byfield, un capitaine de l'armée, en 1650, lorsque Oliver Cromwell divise et vend des lots dans le Windsor Great Park. La maison s'appelait Byfield House jusqu'en 1670. Elle est ensuite renommée New Lodge et est parfois également connue sous le nom de Windsor Lodge ou Ranger Lodge.
Après la Restauration, le roi Charles II fait de la maison la résidence officielle du garde forestier du Grand Parc - une nomination de la Couronne toujours détenue par un proche du Souverain.
Parmi ceux qui ont vécu à la Loge on trouve :
- Baptist May, le premier Ranger résident;
- Sarah Churchill, duchesse de Marlborough (1702-1744) ; John Churchill (1er duc de Marlborough) qui y meurt en 1722 ;
- John Spencer (1744-1746);
- William Augustus de Cumberland, fils du roi George II (1746-1765) ;
- Henri de Cumberland et Strathearn, fils de Frederick, prince de Galles (1765–1790);
- Anne, duchesse de Cumberland et Strathearn, veuve d'Henri (1790-1803) ;
- George Spencer-Churchill (5e duc de Marlborough) (jusqu'en 1822) ;
- Auguste-Frédéric de Sussex, fils du roi George III (1830–1843) ;
- Le général William Wemyss de Wemyss, soldat écossais de l'armée britannique et membre du Parlement est décédé à la loge en 1852 [1]
- Helena du Royaume-Uni, fille de la reine Victoria et épouse du prince Christian de Schleswig-Holstein (après leur mariage en 1866);
- Lord Fitzalan de Derwent, dernier vice-roi d'Irlande (1923-1947).

En 1936, Cumberland Lodge est utilisé pour des réunions entre Alec Hardinge (le secrétaire privé du roi) et Stanley Baldwin (le premier ministre), ce qui a finalement conduit à l'abdication d'Édouard VIII.

## Cumberland Lodge aujourd'hui
Aujourd'hui, Cumberland Lodge est un organisme de bienfaisance éducatif. Il est utilisé pour des ateliers académiques et des cours résidentiels de courte durée par des groupes d'étudiants, principalement des universités.
Il n'est pas ouvert au grand public, mais il y a des journées portes ouvertes, des conférences et des conférences gratuites tout au long de l'année. Divers plans intérieurs et extérieurs de Lodge peuvent être vus dans le film The King's Speech.